# 판도라 (음악 서비스)

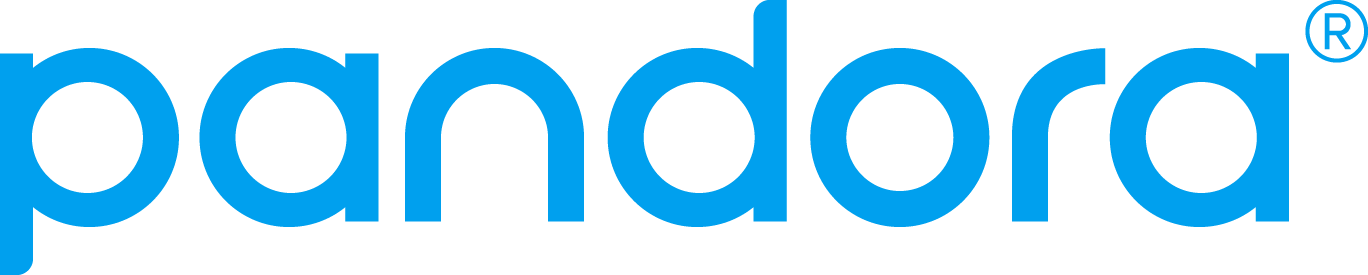
판도라의 로고

판도라(Pandora)는 뮤직 게놈 프로젝트에 기반한 자동 음악 추천 시스템 및 인터넷 라디오 서비스이다. 사용자는 노래나 아티스트의 이름을 입력한 다음, 서비스는 음악적으로 유사한 것을 골라 재생한다. 사용자는 개개의 선택된 곡들에 대해 마음에 든다, 마음에 들지 않는다 하는 식으로 평가를 할 수 있다. 평가하려면 사용자 계정이 필요하다.
음악을 듣는 동안, 사용자는 아마존 닷컴이나 아이튠즈 스토어에서 곡이나 앨범을 살 수 있다. 판도라에서는 400개가 넘는 다양한 음악적 특성을 통해 다음에 재생할 곡이 결정된다. 이 400개의 특성은 보다 ‘집중 특성’(focus traits)이라고 불리는 넓은 범위 안으로 합치는데 2000개의 집중 특성들이 있다. 이것들의 예로는 리듬 당김음, 키 음질, 보컬 하모니 그리고 악기 숙달 능력 같은 것들이다.

## 최근의 저작권 문제
최근에 이용 요금을 인상하고 이용 보증을 요구하는 저작권 로열티 위원회(Copyright Royalty Board)의 판정 때문에 판도라는 현재 미국 이외의 국가에서 서비스를 제공하고 있지 않다. 이러한 판정은 모든 인터넷에 기반을 둔 라디오 방송국에 영향을 주었다. 이러한 결정은 일련의 온라인 라디오와 스트리밍 음악의 미래를 보호하기 위하여 사용자들이 청원하도록 자극했다.
영국 청취자들에게는 2008년 1월 15일부터 영국 IP 주소를 사용하는 사용자들에게는 청취할 수 없다는 내용의 이메일이 발송되기도 하였다.

## 같이 보기
- 라스트 에프엠